# Nova Viçosa
Nova Viçosa este un oraș în statul Bahia (BA) din Brazilia.